# Leopold van Albany
Leopold George Duncan Albert (Buckingham Palace (Londen), 7 april 1853 – Cannes, 28 maart 1884) was een zoon van koningin Victoria van het Verenigd Koninkrijk en de prins-gemaal Albert van Saksen-Coburg en Gotha. Hij werd later benoemd tot hertog van Albany, graaf van Clarence en baron van Arklow. Net als bij veel afstammelingen van koningin Victoria werd bij Leopold de bloedziekte hemofilie geconstateerd.

## Jeugd
Op 7 april 1853 beviel koningin Victoria in Buckingham Palace met behulp van chloroform van een zoon: Leopold. Zijn ouders vernoemden hem naar zijn oudoom, koning Leopold I van België. Al vroeg werd bij hem hemofilie geconstateerd, wat ervoor zorgde dat hij het grootste deel van zijn jeugd half-invalide was.

## Opleiding en carrière
Vanaf 1872 tot 1876 studeerde Leopold in Oxford; hij verliet de school met een eredoctoraat. Na zijn studie heeft Leopold door Europa gereisd en vervolgens door Canada en de Verenigde Staten met zijn zus prinses Louise, wier echtgenoot gouverneur-generaal van Canada was. Leopolds ziekte legde hem veel beperkingen op en uiteindelijk werd hij de beschermheer van kunst en literatuur: in 1878 werd hij voorzitter van de Royal Society of Literature en in 1879 vicevoorzitter van de Royal Society of Arts. In 1876 werd hij de privésecretaris van de koningin, wat hij bleef tot aan zijn dood.

## Huwelijk en gezin
Vanwege zijn ziekte kostte het Leopold veel moeite om een echtgenote te vinden. Uiteindelijk bood zijn moeder uitkomst: zij regelde een ontmoeting met prinses Helena Frederika, de dochter van prins George Victor van Waldeck-Pyrmont. Helena was een jongere zus van Emma, de latere koningin der Nederlanden, vrouw van Willem III en moeder van Wilhelmina. Ze trouwden op 27 april 1882 in de St.George's Chapel van Windsor Castle. Het paar kreeg twee kinderen:
- Alice Maria Victoria (1883–1981)
- Karel Eduard (1884–1954), geboren na de dood van zijn vader,

## Dood
Een algemeen kenmerk van hemofilie is gewrichtspijn, ook Leopold leed hieraan. Het koude klimaat van Engeland maakte het daar niet beter op, daarom adviseerde zijn arts hem naar Cannes te gaan. In Cannes gleed hij uit en viel, waarna hij de volgende ochtend stierf. Hij werd begraven in de Albert Memorial Chapel in Windsor. Zijn vrouw Helena beviel na zijn dood van hun zoon, prins Karel, die zijn vader vanaf zijn geboorte opvolgde als hertog van Albany.

## Voorouders
| Leopold, hertog van Albany             | Leopold, hertog van Albany                                                                                | Leopold, hertog van Albany                                                                                | Leopold, hertog van Albany                                                                            | Leopold, hertog van Albany                                                                            | Leopold, hertog van Albany                                                                                     | Leopold, hertog van Albany                                                                                     | Leopold, hertog van Albany                                                                                | Leopold, hertog van Albany                                                                                |
| -------------------------------------- | --- | --- | --- | --- | --- | --- | --- | --- |
| Overgrootouders                        | Frans van Saksen-Coburg-Saalfeld (1750-1806) ∞ 1777 Augusta van Reuss-Ebersdorf en Lobenstein (1757-1831) | Frans van Saksen-Coburg-Saalfeld (1750-1806) ∞ 1777 Augusta van Reuss-Ebersdorf en Lobenstein (1757-1831) | August van Saksen-Gotha-Altenburg (1772-1822) ∞ 1754 Louise van Mecklenburg-Schwerin                  | August van Saksen-Gotha-Altenburg (1772-1822) ∞ 1754 Louise van Mecklenburg-Schwerin                  | George III van het Verenigd Koninkrijk (1738-1820) ∞ 1761 Sofia Charlotte van Mecklenburg-Strelitz (1744-1818) | George III van het Verenigd Koninkrijk (1738-1820) ∞ 1761 Sofia Charlotte van Mecklenburg-Strelitz (1744-1818) | Frans van Saksen-Coburg-Saalfeld (1750-1806) ∞ 1777 Augusta van Reuss-Ebersdorf en Lobenstein (1757-1831) | Frans van Saksen-Coburg-Saalfeld (1750-1806) ∞ 1777 Augusta van Reuss-Ebersdorf en Lobenstein (1757-1831) |
| Grootouders                            | Ernst I van Saksen-Coburg en Gotha (1784–1844) ∞ 1817 Louise van Saksen-Gotha-Altenburg (1800–1831)       | Ernst I van Saksen-Coburg en Gotha (1784–1844) ∞ 1817 Louise van Saksen-Gotha-Altenburg (1800–1831)       | Ernst I van Saksen-Coburg en Gotha (1784–1844) ∞ 1817 Louise van Saksen-Gotha-Altenburg (1800–1831)   | Ernst I van Saksen-Coburg en Gotha (1784–1844) ∞ 1817 Louise van Saksen-Gotha-Altenburg (1800–1831)   | Eduard August van Kent (1767–1820) ∞ 1818 Victoria van Saksen-Coburg-Saalfeld (1786–1861)                      | Eduard August van Kent (1767–1820) ∞ 1818 Victoria van Saksen-Coburg-Saalfeld (1786–1861)                      | Eduard August van Kent (1767–1820) ∞ 1818 Victoria van Saksen-Coburg-Saalfeld (1786–1861)                 | Eduard August van Kent (1767–1820) ∞ 1818 Victoria van Saksen-Coburg-Saalfeld (1786–1861)                 |
| Ouders                                 | Albert van Saksen-Coburg en Gotha (1819–1861) ∞ 1840 Victoria van het Verenigd Koninkrijk (1819–1901)     | Albert van Saksen-Coburg en Gotha (1819–1861) ∞ 1840 Victoria van het Verenigd Koninkrijk (1819–1901)     | Albert van Saksen-Coburg en Gotha (1819–1861) ∞ 1840 Victoria van het Verenigd Koninkrijk (1819–1901) | Albert van Saksen-Coburg en Gotha (1819–1861) ∞ 1840 Victoria van het Verenigd Koninkrijk (1819–1901) | Albert van Saksen-Coburg en Gotha (1819–1861) ∞ 1840 Victoria van het Verenigd Koninkrijk (1819–1901)          | Albert van Saksen-Coburg en Gotha (1819–1861) ∞ 1840 Victoria van het Verenigd Koninkrijk (1819–1901)          | Albert van Saksen-Coburg en Gotha (1819–1861) ∞ 1840 Victoria van het Verenigd Koninkrijk (1819–1901)     | Albert van Saksen-Coburg en Gotha (1819–1861) ∞ 1840 Victoria van het Verenigd Koninkrijk (1819–1901)     |
| Leopold, hertog van Albany (1853-1884) | | | | | | | | |